# NGC 5141
NGC 5141 ist eine 12,8 mag helle linsenförmige Radiogalaxie vom Hubble-Typ S0 im Sternbild Jagdhunde und etwa 235 Millionen Lichtjahre von der Milchstraße entfernt.
Sie wurde am 1. Mai 1785 von Wilhelm Herschel mit einem 18,7-Zoll-Spiegelteleskop entdeckt, der sie dabei mit „Two. Both vF, cS. The place is that of the preceding. The second 3′ N.f.“ beschrieb. Das zweite genannte Objekt ist NGC 5142.